# Алапаєвський міський округ (Верхня Синячиха)
Алапа́євський міський округ (рос. Алапаевский городской округ) — адміністративна одиниця Свердловської області Російської Федерації.
Адміністративний центр — селище міського типу Верхня Синячиха.

## Населення
Населення міського округу становить 24532 особи (2018; 26542 у 2010, 31525 у 2002).

## Склад
До складу міського округу входять 72 населених пункти:
| Населений пункт                             | Населення, осіб (2002) | Населення, осіб (2010) |
| ------------------------------------------- | ---------------------- | ---------------------- |
| Арамашевський територіальний відділ         |                        |                        |
| Арамашево, село                             | 811                    | 713                    |
| Катишка, присілок                           | 230                    | 159                    |
| Косякова, присілок                          | 153                    | 95                     |
| Куліга, присілок                            | 126                    | 95                     |
| Бубчиковський територіальний відділ         |                        |                        |
| Бубчиково, селище                           | 1270                   | 887                    |
| Миси, присілок                              | 4                      | 0                      |
| Ричково, село                               | 109                    | 72                     |
| Верхньосинячихинський територіальний відділ |                        |                        |
| Бабушкино, селище                           | 2                      | 0                      |
| Верхня Синячиха, селище міського типу       | 11147                  | 9999                   |
| Зенковка, селище                            | 137                    | 2                      |
| Тимошина, присілок                          | 1                      | 17                     |
| Голубковський територіальний відділ         |                        |                        |
| Бунькова, присілок                          | 136                    | 100                    |
| Гаранінка, селище                           | 236                    | 111                    |
| Голубковське, село                          | 1044                   | 928                    |
| Михальова, присілок                         | 154                    | 113                    |
| Мокіна, присілок                            | 11                     | 0                      |
| Деєвський територіальний відділ             |                        |                        |
| Гостьково, село                             | 116                    | 98                     |
| Деєво, село                                 | 906                    | 938                    |
| Майовка, селище                             | 41                     | 25                     |
| Молтаєво, селище                            | 33                     | 38                     |
| Розкатіха, село                             | 456                    | 372                    |
| Єльничний територіальний відділ             |                        |                        |
| Березовський, селище                        | 101                    | 19                     |
| Єльнична, селище                            | 441                    | 292                    |
| Строкинка, селище                           | 151                    | 56                     |
| Кіровський територіальний відділ            |                        |                        |
| Бобровка, присілок                          | 295                    | 163                    |
| Кіровське, село                             | 1057                   | 900                    |
| М'ясникова, присілок                        | 9                      | 12                     |
| Ряпосова, присілок                          | 21                     | 4                      |
| Швецова, присілок                           | 40                     | 36                     |
| Коптіловський територіальний відділ         |                        |                        |
| Єрмаки, присілок                            | 80                     | 67                     |
| Ісакова, присілок                           | 95                     | 81                     |
| Коптілово, село                             | 1467                   | 1292                   |
| Коптілово, селище                           | 41                     | 39                     |
| Никонова, присілок                          | 130                    | 62                     |
| Табори, присілок                            | 164                    | 137                    |
| Костинський територіальний відділ           |                        |                        |
| Бутакова, присілок                          | 266                    | 221                    |
| Ветлугіна, присілок                         | 53                     | 51                     |
| Грязнуха, присілок                          | 0                      | 0                      |
| Клевакіно, село                             | 429                    | 371                    |
| Костино, село                               | 1208                   | 1083                   |
| Кострома, присілок                          | 16                     | 7                      |
| Кочнева, присілок                           | 0                      | 0                      |
| Молокова, присілок                          | 12                     | 5                      |
| Сохарьова, присілок                         | 11                     | 15                     |
| Федосова, присілок                          | 15                     | 6                      |
| Фоминка, присілок                           | 26                     | 24                     |
| Ярославське, село                           | 258                    | 241                    |
| Ячменьова, присілок                         | 229                    | 213                    |
| Нев'янський територіальний відділ           |                        |                        |
| Єлань, присілок                             | 40                     | 24                     |
| Ключі, присілок                             | 227                    | 197                    |
| Нев'янське, село                            | 662                    | 549                    |
| Первунова, присілок                         | 228                    | 186                    |
| Нижньосинячихинський територіальний відділ  |                        |                        |
| Нижня Синячиха, село                        | 654                    | 595                    |
| Синячиха, селище                            | 60                     | 74                     |
| Останинський територіальний відділ          |                        |                        |
| Бучина, присілок                            | 96                     | 59                     |
| Верхній Яр, присілок                        | 145                    | 125                    |
| Городище, присілок                          | 27                     | 28                     |
| Кабакова, присілок                          | 172                    | 146                    |
| Останино, село                              | 440                    | 451                    |
| Путілова, присілок                          | 119                    | 129                    |
| Самоцвітний територіальний відділ           |                        |                        |
| Курорт-Самоцвіт, селище                     | 892                    | 651                    |
| Самоцвіт, селище                            | 305                    | 284                    |
| Толмачовський територіальний відділ         |                        |                        |
| Глухих, присілок                            | 0                      | 0                      |
| Дружба, селище                              | 46                     | 23                     |
| Зоря, селище                                | 1103                   | 979                    |
| Каменський, селище                          | 106                    | 52                     |
| Новоямово, селище                           | 103                    | 99                     |
| Толмачово, село                             | 544                    | 475                    |
| Ялунінський територіальний відділ           |                        |                        |
| Вогулка, присілок                           | 244                    | 186                    |
| Ялунінське, село                            | 610                    | 568                    |
| Ясашинський територіальний відділ           |                        |                        |
| Заданіє, селище                             | 42                     | 22                     |
| Полудьонка, селище                          | 9                      | 5                      |
| Ясашна, селище                              | 913                    | 476                    |

19 грудня 2016 року було ліквідовано присілок Швецова шляхом приєднання до села Кіровське.

## Найбільші населені пункти
| № | Населений пункт  | Населення, осіб (2002) | Населення, осіб (2010) |
| - | ---------------- | ---------------------- | ---------------------- |
| 1 | Верхня Синячиха  | 11 147                 | 9 999                  |
| 2 | Коптілово (село) | 1 467                  | 1 292                  |
| 3 | Костино          | 1 208                  | 1 083                  |